# Econo Rhein-Neckar

Logo

Die Zeitschrift Econo Rhein-Neckar (Eigenschreibweise: econo Rhein-Neckar) ist ein seit Mai 2008 erscheinendes regionales Wirtschaftsmagazin für die Metropolregion Rhein-Neckar mit Redaktionssitz in Mannheim. Es wird von der Haasmedia GmbH, einem Tochterunternehmen der Dr.-Haas-Gruppe, herausgegeben.
Das Heft besteht zunächst aus einem Nachrichtenteil, in dem über Unternehmen in der Metropolregion Rhein-Neckar berichtet wird. In den vier weiteren Ressorts „Unternehmen & Märkte“, „Menschen“, „Management“ sowie „Politik & Gesellschaft“ stehen Hintergrundberichte, Reportagen, Porträts und Interviews im Mittelpunkt.
Die Auflage des Hefts liegt bei 17.500 Exemplaren. Die ursprünglich monatliche Erscheinungsweise wurde vor dem Hintergrund der seit Ende 2008 einsetzenden Wirtschaftskrise im September 2009 auf sechs Erscheinungstermine im Jahr reduziert. Hinzu kommen allerdings noch Sonderhefte.